# Tajueco
Tajueco é um município da Espanha na província de Sória, comunidade autónoma de Castela e Leão, de área 18,07 km² com população de 102 habitantes (2006) e densidade populacional de 6,00 hab/km².

## Demografia
| Variação demográfica do município entre 1991 e 2004 | Variação demográfica do município entre 1991 e 2004 | Variação demográfica do município entre 1991 e 2004 | Variação demográfica do município entre 1991 e 2004 |
| --------------------------------------------------- | --------------------------------------------------- | --------------------------------------------------- | --------------------------------------------------- |
| 1991                                                | 1996                                                | 2001                                                | 2004                                                |
| 153                                                 | 139                                                 | 115                                                 | 109                                                 |